# Tábara Arriba
Tabara Arriba é um município na província de Azua, República Dominicana total de com uma população de 12,475 habitantes na área urbana tem uma população de 3.709 habitantes, representando Isso 29,7 por cento na área rural tem uma população de que 8.766 habitantes representam 70,3 por cento da distribuição da população do município, de acordo com o censo nacional oitavo da população e da habitação 2002 está localizado a cerca de 28 km da cidade da província.
Tem uma produção essencialmente agrícola, as principais áreas de café, rapé e do pombo ervilhas. Além disso, embora em menor grau, há algum desenvolvimento de uma vacina de gado.
Hoje está levando o fenômeno da emigração em massa de seus habitantes para a Espanha, que tem contribuído para o desenvolvimento do município por meio de remessas Que esses dominicanos enviado doextranjero.

## Divisão política
Cinco consiste comunidades com seus sites:
Município Tabara Arriba (Header Comunidade)
Os Distritos Municipais dos touros, Amiama Gómez, Tabara Abajo
Seções da Guanabanas e Sajanoa, Monte Grande, Los Guiros, e Los Manatiales
Os lugares de Arroyo Guayabo Sajanoa, Formigas Los Toros, km15, La Guajira e Monte Grande.

## Cultura e folclore
Em tais populações, eles têm um único guardas papel, responsáveis por assegurar a ordem e tranquilidade. O prefeito primária tomou o nome de Leon Brito.
Entre as manifestações culturais do povo Salienta a celebração anual das festividades, com o padrão de San Miguel Arcangel. É comemorado entre os dias 21 e 30 de Setembro de cada ano e ela uma jovem como a rainha é escolhida.
As primeiras festividades foram organizadas em 1958 por Emilio José Caminero e Mercedes Ramirez, a primeira rainha Senhorita Teresa Carrasco.
Também é costume que durante as férias de intercâmbio desportivo feita entre os membros da comunidade. São festas populares tambores ou varas, Dias velas e noites vela. Estes consistem em cultos sacrificar aos santos em que as varas que não tambores e cantos else Filho, que salves ou acompanhado por um guiro e maracas cantar.

## Educação
O professor primário que ensinou o ensino em Tabara Arriba Chiquito Ortiz foi transferido de Azua.
Tabara tem duas escolas:
Liceo Roque Feliz cuja construção foi entre 94-95 ensino partir de março de 1995, com uma matrícula de 68 alunos e cinco professores Diretor um. Esta escola está equipado com centro de computação moderna.
Tabara Arriba escola primária construída em 1972 onde o ensino é ensinado desde a primeira até a oitava série na noite e manhã é executado.
Tabara Arriba também tem um conselho de desenvolvimento e 37 promotores legais. Programas de Alfabetização disso, as escolas de rádio e do Programa de Formação Fé Juntos nós aprendemos mais. Também tem duas bibliotecas, um parque, duas igrejas, uma prefeitura e uma delegacia de polícia.

## Meios de transporte
O mais utilizado hoje é o motoconcho, seguido por microônibus passageiros Essa rota cover-Azua Tábara e caminhões de transporte de parágrafo produtos agrícolas para Santo Domingo e outras cargas províncias.

Coordenadas: 18 ° 34'N 70 ° 53'O